# Teilersumme
Unter der Teilersumme einer natürlichen Zahl versteht man die Summe aller positiven Teiler dieser Zahl einschließlich der Zahl selbst.
Beispiel:
Die Zahl 6 hat die Teiler 1, 2, 3 und 6. Die Teilersumme von 6 lautet also {\displaystyle 1+2+3+6=12}.
Bei vielen Problemstellungen der Zahlentheorie spielen Teilersummen eine Rolle,
z. B. bei den vollkommenen Zahlen und den befreundeten Zahlen.

## Definitionen

### Definition 1: Summe aller Teiler
Sind {\displaystyle t_{1},t_{2},...,t_{k}} alle Teiler der natürlichen Zahl {\displaystyle n}, so nennt man {\displaystyle \sigma (n)=t_{1}+t_{2}+\dotsb +t_{k}} die Teilersumme von {\displaystyle n}. Dabei sind 1 und {\displaystyle n} selbst Teiler, also in der Menge der Teiler enthalten. Die Funktion {\displaystyle n\mapsto \sigma (n)} heißt Teilersummenfunktion und ist eine zahlentheoretische Funktion.
Das Beispiel oben kann man nun so schreiben:
{\displaystyle \sigma (6)=1+2+3+6=12}.

### Definition 2: Summe der echten Teiler
Die Summe {\displaystyle \sigma ^{*}(n)} der echten Teiler der natürlichen Zahl {\displaystyle n} ist die Summe der Teiler von {\displaystyle n} ohne die Zahl {\displaystyle n} selbst.
Beispiel:
{\displaystyle \sigma ^{*}(6)=1+2+3=6}.
Es gilt die Beziehung
{\displaystyle \sigma (n)-n=\sigma ^{*}(n)}.

### Definition 3: defizient, abundant, vollkommen
Eine natürliche Zahl {\displaystyle n>1} heißt
defizient oder teilerarm, wenn {\displaystyle \sigma ^{*}(n)<n},
abundant oder teilerreich, wenn {\displaystyle \sigma ^{*}(n)>n},
vollkommen, wenn {\displaystyle \sigma ^{*}(n)=n}.
Beispiele:
{\displaystyle \sigma ^{*}(6)=1+2+3=6}, d. h. 6 ist eine vollkommene Zahl.
{\displaystyle \sigma ^{*}(12)=1+2+3+4+6=16>12}, d. h. 12 ist abundant.
{\displaystyle \sigma ^{*}(10)=1+2+5=8<10}, d. h. 10 ist defizient.

## Eigenschaften der Teilersumme

### Satz 1: Teilersumme einer Primzahl
Für jede Primzahl {\displaystyle p} gilt
{\displaystyle \sigma (p)=p+1}.
Beweis: Per Definition hat {\displaystyle p} nur die Teiler {\displaystyle 1} und {\displaystyle p}. Daraus folgt die Behauptung.

### Satz 2: Teilersumme der Potenz einer Primzahl
Sei {\displaystyle p} eine Primzahl und {\displaystyle k\in \mathbb {N} _{0}}. Dann gilt für die Potenz {\displaystyle p^{k}}:
{\displaystyle \sigma (p^{k})={\frac {p^{k+1}-1}{p-1}}}.
Beweis: Da {\displaystyle p} eine Primzahl ist, hat {\displaystyle p^{k}} nur die Teiler {\displaystyle p^{0},p^{1},\ldots ,p^{k}}. Diese Zahlen bilden eine geometrische Folge. Aus der Formel für die Partialsummen der geometrischen Reihe folgt sofort die Behauptung.
Beispiel:
{\displaystyle \sigma (2^{3})={{2^{4}-1} \over {2-1}}={{16-1} \over 1}=15}
{\displaystyle \sigma (8)=1+2+4+8=15}

### Satz 3: Teilersumme des Produktes von zwei Primzahlen
Seien {\displaystyle a} und {\displaystyle b} verschiedene Primzahlen. Dann gilt
{\displaystyle \sigma (a\cdot b)=\sigma (a)\cdot \sigma (b)}.
Beweis: Die Zahl {\displaystyle ab} besitzt genau die Teiler {\displaystyle 1,a,b}  und {\displaystyle ab}. Daraus folgt
{\displaystyle \sigma (a\cdot b)=1+a+b+ab=(a+1)(b+1)=\sigma (a)\cdot \sigma (b)}.
Beispiel:
{\displaystyle \sigma (3\cdot 5)=\sigma (15)=1+3+5+15=24}
{\displaystyle \sigma (3)\cdot \sigma (5)=(1+3)\cdot (1+5)=4\cdot 6=24}

### Satz 4: Teilersumme des Produkts von zwei teilerfremden Zahlen
Sind {\displaystyle a} und {\displaystyle b} teilerfremde Zahlen, so gilt
{\displaystyle \sigma (a\cdot b)=\sigma (a)\cdot \sigma (b)}.
Die Teilersummenfunktion ist also multiplikativ.
Beispiel:
{\displaystyle \sigma (4\cdot 9)=\sigma (36)=1+2+3+4+6+9+12+18+36=91}
{\displaystyle \sigma (4)\cdot \sigma (9)=(1+2+4)\cdot (1+3+9)=7\cdot 13=91}

### Satz 5: Teilersumme einer in Primfaktoren zerlegten Zahl
Sei {\displaystyle n\in \mathbb {N} } mit der Primfaktorzerlegung {\displaystyle n=p_{1}^{k_{1}}\cdot p_{2}^{k_{2}}\cdot \ldots \cdot p_{r}^{k_{r}}}. Dann gilt
{\displaystyle \sigma (n)={\frac {p_{1}^{k_{1}+1}-1}{p_{1}-1}}\cdot \ldots \cdot {\frac {p_{r}^{k_{r}+1}-1}{p_{r}-1}}}.
Beispiel:
{\displaystyle \sigma (84)=\sigma (2^{2}\cdot 3\cdot 7)={\frac {2^{3}-1}{2-1}}\cdot {\frac {3^{2}-1}{3-1}}\cdot {\frac {7^{2}-1}{7-1}}=7\cdot 4\cdot 8=224.}

## Satz von Thabit
Mit Hilfe von Satz 4 kann man den Satz von Thabit (benannt nach Thabit ibn Qurra) aus dem Gebiet der befreundeten Zahlen beweisen. Der Satz lautet:
Für eine natürliche Zahl {\displaystyle n} seien {\displaystyle x=3\cdot 2^{n}-1,y=3\cdot 2^{n-1}-1} und {\displaystyle z=9\cdot 2^{2n-1}-1}.
Wenn {\displaystyle x}, {\displaystyle y} und {\displaystyle z} Primzahlen größer als 2 sind, dann sind die beiden Zahlen {\displaystyle a=2^{n}xy} und {\displaystyle b=2^{n}z} befreundet, d. h. {\displaystyle \sigma ^{*}(a)=b} und {\displaystyle \sigma ^{*}(b)=a}.
Beweis
{\displaystyle {\begin{aligned}\sigma ^{*}(a)&=\sigma (a)-a\\&=\sigma (2^{n}\cdot x\cdot y)-a\\&=(2^{n+1}-1)(x+1)(y+1)-a\qquad \qquad \qquad \qquad \qquad \qquad &&{\text{(Satz 4)}}\\&=(2^{n+1}-1)(3\cdot 2^{n})(3\cdot 2^{n-1})-2^{n}(3\cdot 2^{n}-1)(3\cdot 2^{n-1}-1)\\&=(2^{n+1}-1)\cdot 9\cdot 2^{2n-1}-2^{n}(9\cdot 2^{2n-1}-6\cdot 2^{n-1}-3\cdot 2^{n-1}+1)\\&=2\cdot 2^{n}\cdot 9\cdot 2^{2n-1}-9\cdot 2^{n}\cdot 2^{n-1}-2^{n}(9\cdot 2^{2n-1}-9\cdot 2^{n-1}+1)\\&=2^{n}(18\cdot 2^{2n-1}-9\cdot 2^{n-1}-9\cdot 2^{2n-1}+9\cdot 2^{n-1}-1)\\&=2^{n}(9\cdot 2^{2n-1}-1)\\&=2^{n}\cdot z\\&=b\end{aligned}}}
Analog zeigt man {\displaystyle \sigma ^{*}(b)=a}.

## Teilersumme als endliche Reihe
Für jede natürliche Zahl {\displaystyle n} kann die Teilerfunktion als Reihe dargestellt werden, ohne dass auf die Teilbarkeitseigenschaften
von {\displaystyle n} explizit Bezug genommen wird:
{\displaystyle \sigma (n)=\sum _{\mu =1}^{n}\sum _{\nu =1}^{\mu }\cos {2\pi {\frac {\nu n}{\mu }}}}
Beweis:
Die Funktion
{\displaystyle T(n,\mu )={\frac {1}{\mu }}\sum _{\nu =1}^{\mu }\cos 2\pi {\frac {\nu n}{\mu }},\quad n=1,2,\dots ,\quad \mu =1,2,\dots }
wird 1, wenn {\displaystyle \mu } ein Teiler von {\displaystyle n} ist, ansonsten bleibt sie Null. 
Sei nämlich {\displaystyle \mu } ein Teiler von {\displaystyle n}. Dann ist der Quotient {\displaystyle {\frac {\nu n}{\mu }}} ganzzahlig, somit ist {\displaystyle \cos {2\pi {\frac {\nu n}{\mu }}}} gleich 1. Die Summation über {\displaystyle \nu } ergibt {\displaystyle \mu }, woraus {\displaystyle T(n,\mu )=1} folgt.
Sei nun {\displaystyle \mu } kein Teiler von {\displaystyle n}.
Es gilt dann
{\displaystyle T(n,\mu )={\frac {1}{\mu }}\sum _{\nu =1}^{\mu }\cos 2\pi {\frac {\nu n}{\mu }}={\frac {1}{\mu }}{\frac {\sin \pi n\cos {\frac {\pi (\mu +1)n}{\mu }}}{\sin {\frac {\pi n}{\mu }}}}=0.}
Damit ist gezeigt, dass {\displaystyle T(n,\mu )} genau dann gleich 1 ist, wenn {\displaystyle \mu } ein Teiler von {\displaystyle n} ist, und ansonsten verschwindet.
Multipliziert man jetzt {\displaystyle T(n,\mu )} mit {\displaystyle \mu ^{k}} und summiert das Produkt über alle Werte {\displaystyle \mu =1} bis {\displaystyle \mu =n}, so entsteht nur dann ein Beitrag {\displaystyle \mu ^{k}} zur Summe, wenn {\displaystyle \mu } ein Teiler von {\displaystyle n} ist. Das ist aber genau die Definition der allgemeinen Teilerfunktion
{\displaystyle \sigma _{k}(n)=\sum _{\mu =1}^{n}\mu ^{k-1}\sum _{\nu =1}^{\mu }\cos {2\pi {\frac {\nu n}{\mu }}},\quad k=0,\pm 1,\dots }
deren Spezialfall {\displaystyle k=1} die einfache Teilersumme {\displaystyle \sigma (n)} ist.